# Torrent (Girona)
Torrent település Spanyolországban, Girona tartományban. Torrent Palafrugell, Pals, Regencós, Palau-sator és Forallac községekkel határos. Lakosainak száma 173 fő (2024).

## Népesség
A település népessége az elmúlt években az alábbi módon változott:
| Lakosok száma | 179  | 293  | 241  | 206  | 204  | 173  | 193  | 170  | 175  | 173  |
|               | 1717 | 1887 | 1936 | 1960 | 1986 | 2004 | 2009 | 2014 | 2019 | 2024 |